# جيمس واتسون روبنز
جيمس واتسون روبنز (بالإنجليزية: James Watson Robbins)‏ هو عالم نبات أمريكي، ولد في 18 نوفمبر 1801 في كوليبروك في الولايات المتحدة، وتوفي في 10 يناير 1879 بسبب اعتلال الكلية.